# Kamień runiczny z Gunderup

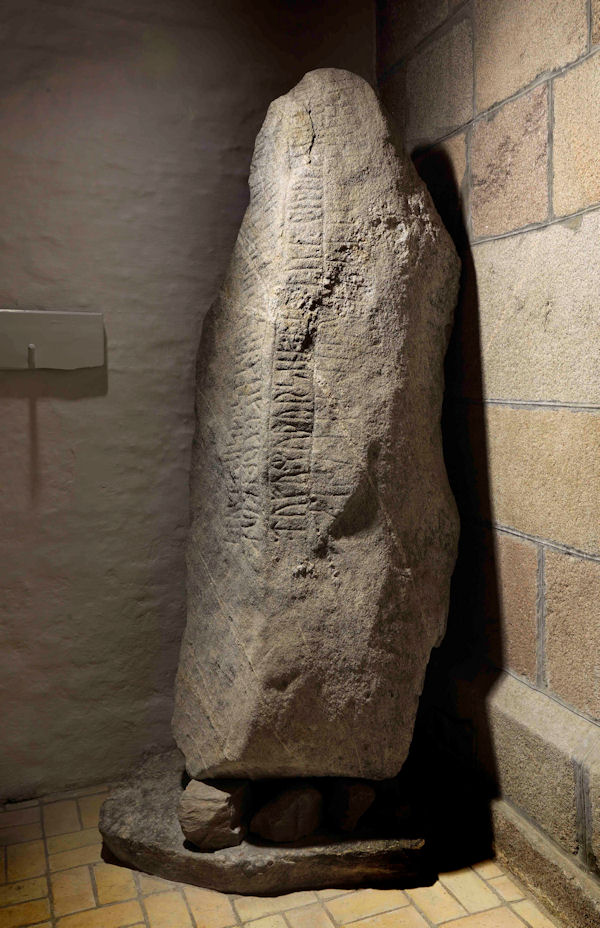
Kamień runiczny z Gunderup

Kamień runiczny z Gunderup (DR 143) – kamień runiczny pochodzący z I połowy X wieku, znajdujący się w kościele w Gunderup w gminie Aalborg w duńskim regionie Jutlandia Północna.
Kamień został opisany po raz pierwszy w sporządzonej około 1629 roku relacji pióra Jona Skonviga. Wieńczył wówczas niewielki kopiec grobowy, położony kilka kilometrów na południe od Gunderup. Kopiec ten został w późniejszym okresie zniszczony, duński uczony J. Kruse podczas wizji lokalnej w 1841 roku stwierdził, iż urządzono w nim magazyn na ziemniaki. Sam kamień udało się odkopać w 1898 roku.
Granitowy głaz ma 246 cm wysokości, 74,5 cm szerokości i grubość 64,5 cm. Inskrypcja, pisana bustrofedonem, wyryta została w czterech rzędach na dwóch ścianach kamienia. Jej tekst głosi:
tuki : raisþi : stini : þąisi : auk : karþi : kub(l) (:) | : þausi : aft aba : mak : sin : þaikn : kuþan : auk :
tufu : muþur : siną : þau : lika : baþi : i : þaum : hauki : | abi : uni : tuka : fiaR : sins : aft : sik :
co znaczy:
Toke wystawił ten kamień i wzniósł ten pagórek dla Abego, swego ojczyma, wspaniałego pana, oraz dla Tovy, swej matki. Tu spoczywają obydwoje na tym wzgórzu. Abe uczynił Tokego swym spadkobiercą.